# Tovalló de paper

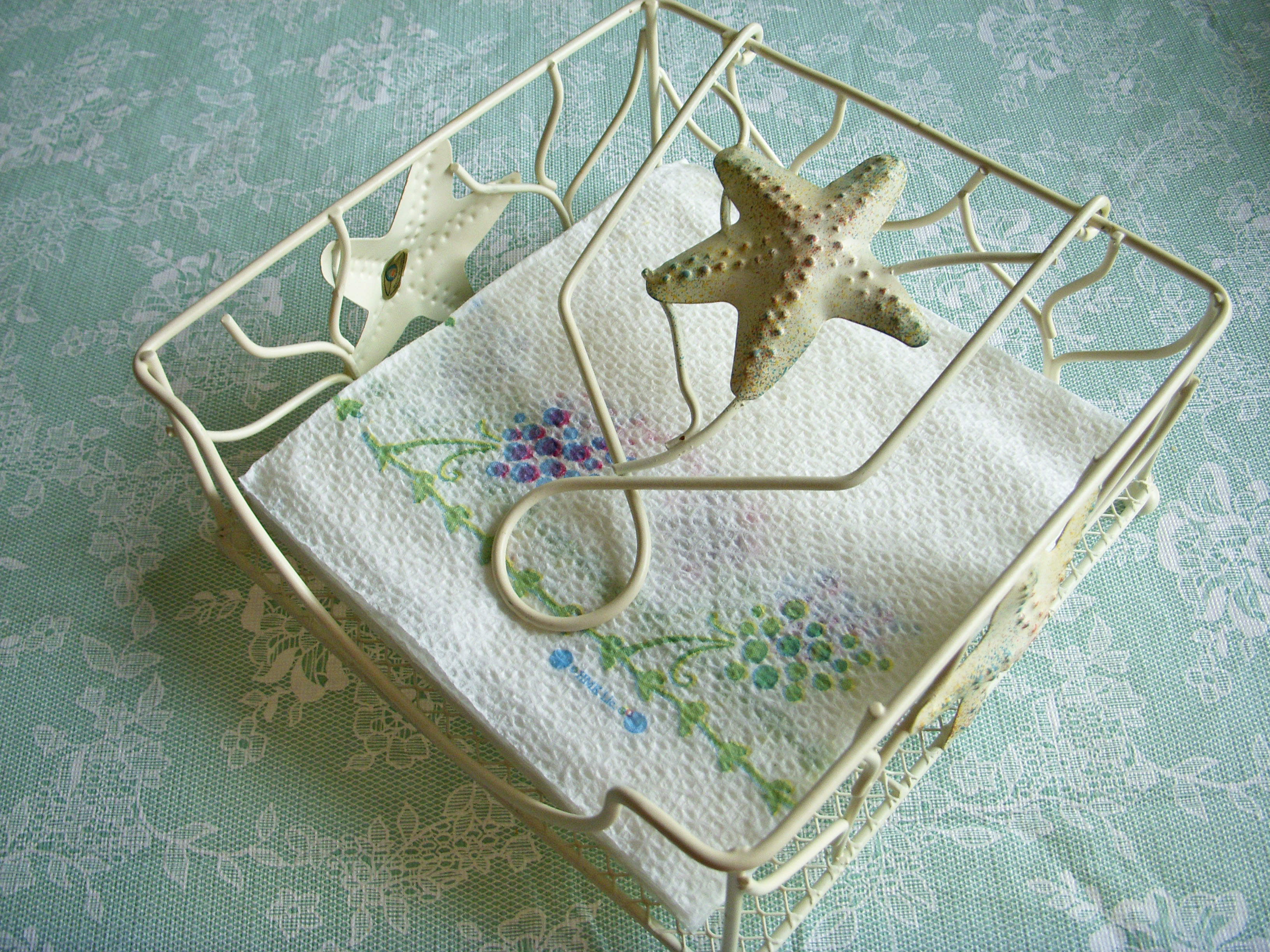
Tovallons de paper.

El  tovalló de paper  és un producte d'un sol ús elaborat amb fulls de paper absorbent.

## Característiques
Compleix generalment les mateixes funcions que els tovallons convencionals de tela utilitzant-se per netejar-se la boca i les mans durant el menjar. Els tovallons es deixen sobre la taula prop dels plats, o en tovalloners, perquè els comensals se serveixin.
Els tovallons de paper s'empren més com a elements higénics per eixugar superfícies mullades o humides, eixugar les mans mullades, eixugar alguns aliments, etc. Van ser inventats l'any 1907 per l'enginyer Arthur Scott.

## Mides
Actualment existeixen molts fabricants de tovallons de paper per tot el món. Es fabriquen de diverses qualitats, colors i mides. Les principals mides (en cm) són les següents de menor a major:
- 20x20: se sol utilitzar per a còctels i aperitius. També s'utilitza com a posagots per les seves dimensions
- 24x24 és una mida poc utilitzada a Espanya. Altres països com França i Alemanya usen aquest en lloc de la 20x20.
- 30x30 normalment s'utilitza per a àpats no gaire greixosos com dinars i berenars.
- 33x33 aquest tovalló està més indicat per a dinars de migdia
- 40x40 aquesta mida s'utilitza majoritàriament en sopars. És un tovalló gran i sol tenir més diversitat de colors i qualitats que totes les altres.

## Qualitats
Quant a les qualitats, les més utilitzades a Espanya són:
- Cel·lulosa d'1 capa: La més barata i econòmica. En algunes mides no es fabrica i els seus colors són limitats.
- Cel·lulosa de 2 capes: És la més utilitzada per ser absorbent i tenir un cos acceptable.
- Cel·lulosa de 3 capes: Com més sucre, més dolç. Aquesta seria bàsicament la definició. És pràcticament idèntica a la de 2 capes però amb una capa més.
- Doble punt, punta punta, micropunt ...: Hi ha multitud de noms per a aquest tovalló i tots ells fan referència als punts. És així perquè la particularitat d'aquest tovalló és que està tot puntejat i enganxat punt contra punt. Això provoca que es formin petites cel·les d'aire fent el tovalló més esponjós i amb més cos. És una mica més cara que la de 2 capes però la seva aparença és de més qualitat, a més de ser més resistent.
- Tovalló sec/airlaid: Aquest és el tovalló popular de més qualitat. Consisteix en una barreja de cel·lulosa i lli. És un tovalló que aparenta tela tant a la vista com al tacte. És d'un sol ús i sol ser més econòmic que portar els tovallons de roba a la bugaderia.